# Sergo Atuashvili
Sergo Atuashvili, né le 28 mars 1985 en Géorgie, est un joueur de basket-ball géorgien. Il mesure 2,23 m.

## Clubs
- 2000-2002 :  Georgia Highest League[Quoi ?]
- 2003-2005 :  Élan sportif chalonnais (Pro A espoirs)
- 2005-2006 :  Barreirense (LPB)
- 2006-2007 :  Klaipėdos Neptūnas (LKL)
- 2014-2014 :   Étoile sportive de Radès
- 2015-2015 :  Club africain

## Palmarès
- Champion de Tunisie : 2015
- Coupe de Tunisie : 2015

## Sources
- Maxi-Basket
- Le Journal de Saône-et-Loire